# クロガレイ
クロガレイ（黒鰈、Pseudopleuronectes obscurus, 英: black plaice, dark flounder）は、カレイ目カレイ科マガレイ属の硬骨魚。北海道の東北岸、オホーツク海南部、日本海の大陸側、黄海に分布。沿岸に生息するが汽水にも入る。
底引き網で漁獲。食用。煮魚は美味。

## 形態
体長40センチ、全長60センチに達する。体は卵形で、眼は右側にある。表側は黒褐色、裏側は白色。背鰭と臀鰭には幅の広い暗色の帯状の模様が何本か入る。オスは粗大な櫛鱗を持つが、メスはそれよりもなめらかな円鱗に覆われる。なお、眼球上部には鱗がない。
口は小さく、上顎の後端は下眼の前縁下にようやく達する程度。顎や歯は表側よりも裏側でよく発達する。
側線は胸鰭の背中側でかなり湾曲する。側線鱗75-83枚。
背鰭59-67軟条、臀鰭44-49軟条、胸鰭10-11軟条、腹鰭6軟条。鰓耙は上枝3-5、下枝6-10。

## 生態
ゴカイや甲殻類を食べる。産卵期は3月から4月。